# Mohammed Bourkadi
Mohammed Amine el Bourkadi, né le 17 février 1985 à Fès, est un footballeur international marocain, évoluant au poste de gardien de but à l'Olympique de Khouribga.

## Biographie
Débutant au Maghrib de Fès toutes catégories jusqu'au 2008, il est transféré au Raja de Casablanca.
Après une saison passée au Raja, et à la suite d'une défaite contre le Wydad de Casablanca en demi finale de la coupe du trône par 2-0 il rejoint le club Wydad de Fès en 2009.
Capitaine de l'équipe olympique du Maroc, Bourkadi et ses coéquipiers n'arrivent pas à se qualifier aux Jeux olympiques de Pékin en 2008.

## Palmarès

### En Club
Raja de Casablanca
- Championnat du Maroc de football
  - Champion en 2009